# Воздвиженский (Краснодарский край)
Воздви́женский — хутор в Гулькевичском районе Краснодарского края России.
Входит в состав Тысячного сельского поселения.

## Население
| 2002 | 2010 |
| ---- | ---- |
| 307  | ↘258 |

## Улицы
| - ул. Дуси Сорокиной, - ул. Кооперативная, | - ул. Свободный Труд, - ул. Степная. |